# Ousden
Ousden – wieś w Anglii, w hrabstwie Suffolk, w dystrykcie West Suffolk. Leży 45 km na zachód od miasta Ipswich i 91 km na północny wschód od Londynu. Miejscowość liczy 260 mieszkańców.